# IC 1652
IC 1652 ist eine linsenförmige Galaxie vom Hubble-Typ S0/a im Sternbild Fische auf der Ekliptik. Sie ist schätzungsweise 238 Millionen Lichtjahre von der Milchstraße entfernt und hat einen Durchmesser von etwa 75.000 Lichtjahren. Gemeinsam mit 21 weiteren Galaxien ist sie Mitglied der NGC 452-Gruppe (LGG 18).
Im selben Himmelsareal befindet sich u. a. die Galaxie NGC 421.
Das Objekt wurde am 17. Oktober 1903 von Stéphane Javelle entdeckt.